# 星空 (遊戲)
《星空》是一款由贝塞斯达游戏工作室並由贝塞斯达软件發行在Microsoft Windows和Xbox Series X/S平台上的動作角色扮演遊戲，該作以太空主題世界為舞台，為貝塞斯達繼後第三個遊戲IP，並被描述為一玩家從未見過的「下一代體驗」。游戏在2018年公布，最初预计將在2022年11月11日發售，后延期到2023年9月发售。

## 设定
《星空》的故事發生在距太陽系約50光年外的「定居星系群」（The Settled Systems）星系內。大約在2310年，遊戲中最大的兩個派系「聯合殖民地」（United Colonies）和「自由星系联盟」（Freestar Collective）爆發了慘烈的「殖民地戰爭」（Colony War）。玩家將扮演一位隸屬於太空探索組織「星座」的角色，且可自定義。《星空》能以第一人稱或第三人稱視角進行。

## 開發
《星空》是贝塞斯达游戏工作室及其前身（贝塞斯达软件開發部）第三個擁有的遊戲IP，總監托德·霍华德將其描述為「太空版的《天際》」。根據他的說法，貝塞斯達早在1994年開始就鑽研以太空為主題的作品，且獲得了基於《旅行者》的角色扮演系統製作遊戲的使用權，但很快便被收回。他們1994年的《三角洲V》曾是該使用權的一部分，然而並未完全變現。原本貝塞斯達決定在1997年10月發行一款名叫《第十行星》的太空空戰遊戲，但後來計劃取消，而《星空》的氛圍就是從該作衍生出來的。霍華德表示貝塞斯達在2000年代曾擁有《星艦迷航記》的版權，他提出在其設定下製作角色扮演遊戲的想法，惜未能取得進展。
儘管貝塞斯達一直試圖開發科幻類型的作品，且對該風格有清晰的概念，但他們花了一段時間去鞏固《星空》背後的設定，以便該作與其他已經面世的科幻遊戲有所區別。《星空》的首席美術設計伊斯特凡·佩伊戲稱其主題為「NASA朋克」，指出雖然該作設在人類的未來，但其核心設定卻可追溯至各類NASA太空任務的起源。為此貝塞斯達開始製作一個虛構的敘事事件，講述遊戲故事發生前的300年到10年前間的歷史，霍華德對此表示：「現在人類生活在群星之間，而這又意味著些什麼呢？」
就《星空》而言，在2013年註冊該標題成商標之前，它的概念已經在貝塞斯達內部醞釀了一段時間。霍華德對此表示：「沒有其他名稱，就只可能是《星空》」，他還說自2015年末《異塵餘生4》發行以來，遊戲的開發便一直在積極進行。到了2018年年中，《星空》已結束前期製作階段，進入可玩的狀態。霍華德在E3 2021上宣布該作的發行日期，並指稱：「我們對日期很有信心，否則絕對不會宣布出來」。
贝塞斯达的子工作室、《毁灭战士》系列开发商id Software在图形方面为《星空》提供了帮助。

## 行銷與發行
2018年6月13日，在貝塞斯達的E3 2018新聞發布會上，托德·霍华德展示了《星空》的簡短預告片，这是本作最初公布。三年後的同日，在微軟與貝塞斯達的E3 2021游戏展示会上，該作的遊戲內建預告片首次公布，並確認將於2022年11月11日在Microsoft Windows和Xbox Series X/S平台上作獨佔發售。
貝塞斯達在2022年5月12日宣布《星空》的發售日期將延至2023年上半年。隔年3月8日，官方公布了一段新的宣传视频，宣布再次跳票至9月6日，专题直面会则将于6月11日举行。同年6月12日，微软与贝塞斯达公布了长45分钟的《星空》专题直面会视频，分享了更新后的角色生成系统、飞船建造、探索1000个行星等各方面的细节和幕后故事，并再次确认将于9月6日发售。直面会还公布了《星空》主题的限定手柄和耳机，以及游戏各版本的内容。高级版可以提前5天解锁游戏。此外，还确认本作在主机平台的画面规格：Xbox Series X为4K，Series S为1440p，均锁定30帧运行。相关人员在隔天接受GiantBomb采访时表示《星空》是贝塞斯达最少bug的一款游戏。
《星空》实际上经过了一定延期来保证该作的质量，团队上下加上 QA 人员每天都在对游戏进行更加严苛的测试，我们如今所展示的就是经过了无数次推敲斟酌、反复游玩后的作品。——菲尔·斯宾塞，Xbox CEO
在全体员工的努力下，仅从当下已知的 BUG 数量上看，这款游戏的 BUG 也是我们迄今为止所发售的游戏中 BUG 最少的一部——马特·布蒂（英語：Matt Booty），Xbox游戏工作室负责人
2023年6月25日，在微软收购动视暴雪听证会上，菲尔·斯宾塞称由于索尼可能与贝塞斯达达成协议而使《星空》成为PlayStation独占，微软因此决定收购贝塞斯达的母公司ZeniMax以防止这种情况发生。同年7月25日，贝塞斯达公布了三则动画，让玩家一窥游戏中的三座主要城市。AMD在2023年8月11日宣布将推出《星空》主题的限量版RX 7900 XTX显卡和Ryzen 7 7800X3D CPU，分别限量生产500套。游戏内世界观时间线也在四天後首次公布。揭晓了在2330年（即游戏设定年份）之前所发生的重大事件。。受時，贝塞斯达亦发布推文宣布游戏已经完成并进厂压盘，Xbox与PC微软商店端的预载当天（北京时间8月17日）开始，PC Steam版的预载则将于8月30日（北京时间8月31日）开始，主机版预载大小为126.1GB，PC版为139.84GB。
另外，《星空》宣传曲《天空之子》（Children of the Sky）由梦龙乐队演唱。

## 评价

### 媒体评价
根据评论聚合网站Metacritic的统计，《星空》获得了“普遍赞誉”。
知名游戏媒体IGN与Gamespot均为本作给出7分评价。
如果有人推荐一款游戏的理由是「在玩了十几个小时后会很有趣」的话，那这对于一款游戏来说可能算不上什么好兆头。而《星空》确实就是这样一款作品，本作确实也有几个较大的缺点，比如不连贯的太空旅行体验，可有可无的地图，让人头疼的库存管理系统，以及几个基础能力解锁得十分缓慢等等。不过，在这个内容丰富的科幻宇宙中，驾驶着自己打造的飞船，穿梭于各种充满道德分歧的场景所带来的乐趣，最终将游戏拉回了正轨。——Dan Stapleton，IGN《星空》评测

### 玩家反响
9月6日发售当天，《星空》在Steam平台获得“特别好评”。但隨著遊戲的設計問題逐漸被發現，評價亦急速下滑。

### 销售
根据PlayTracker数据，截止9月6日，有200万玩家购买了《星空》高级版以抢先体验游戏。发售首日，《星空》全平台同时在线玩家数突破100万，也成为Xbox平台玩家数最多的次世代独占游戏。9月8日，《星空》玩家数突破600万。9月20日，贝塞斯达宣布玩家数突破1000万，创造贝塞斯达历史上规模最大的首发纪录。

### 獲得獎項與提名
| 年份 | 獎項     | 類別                    | 結果 | 來源          |
| ---- | -------- | ----------------------- | ---- | ------------- |
| 2021 | 遊戲大獎 | 未來最期待遊戲          | 提名 | [ 56 ]        |
| 2022 | 金搖桿獎 | 最受期待遊戲            | 提名 | [ 57 ]        |
| 2022 | 遊戲大獎 | 未来最期待游戏          | 提名 | [ 58 ]        |
| 2023 | 金搖桿獎 | 終極年度遊戲            | 提名 | [ 59 ]        |
| 2023 | 金搖桿獎 | 最佳配角獎(Cissy Jones) | 提名 | [ 59 ]        |
| 2023 | 金搖桿獎 | 最佳視覺設計            | 提名 | [ 59 ]        |
| 2023 | 金搖桿獎 | 最佳音效                | 提名 | [ 59 ]        |
| 2023 | 金搖桿獎 | 年度Xbox遊戲            | 獲獎 | [ 59 ]        |
| 2023 | 遊戲大獎 | 最佳角色扮演遊戲        | 提名 | [ 60 ] [ 61 ] |

## 外部連結
- 官方网站